# 최창현 (1759년)
최창현(崔昌顯, 1759년 ~ 1801년 4월 8일(음력 2월 26일))은 조선의 역관이자 로마 가톨릭교회 순교자로 호는 관천(冠泉)이며 세례명은 요한이다. 2014년에 교황 프란치스코에 의해 시복되었다.

## 생애
최창현은 1759년에 한성부에서 역관으로 일하던 중인의 아들로 태어나서 입정동에 거주했다. 1784년에는 이승훈, 이벽의 권유를 통해 로마 가톨릭교회에 입교했고 같은 해에 《성경직해광익》(聖經直解廣益)을 출간했다. 《성경직해광익》은 포르투갈 출신의 예수회 선교사였던 디아스 신부가 1636년에 청나라 베이징에서 간행한 주일복음 해설서인 《성경직해》(聖經直解), 프랑스 출신의 예수회 선교사였던 마이야 신부가 1740년에 간행한 주일복음 묵상서인 《성경광익》(聖經廣益)의 일부 구절을 통합·발췌하여 한국어로 번역한 책이다.
1791년에 일어난 신해박해를 계기로 일부 로마 가톨릭교회 신자들이 이탈한 이후에도 최창현은 동료 로마 가톨릭교회 신자들과 함께 성직자 영입 운동을 전개했다. 특히 1794년에 청나라 출신의 중국인 로마 가톨릭교회 사제였던 주문모(周文謨) 신부가 조선에 입국한 이후에 최창현은 조선의 로마 가톨릭교회 신자들을 대표하는 총회장으로 추대되었고 권일신, 정약종, 정약용 등과 함께 조선 각지에서 천주교 전교 사업을 전개했다.
1801년에 일어난 신유박해 과정에서 의금부는 로마 가톨릭교회의 핵심 인사였던 최창현을 체포 대상으로 지목했다. 최창현은 다른 곳으로 피신했지만 질병 치료를 이유로 집으로 돌아가게 된다. 하지만 밀고자였던 김여삼(金汝三)이 데리고 온 포도대장에게 체포되었고 포도청에서 가혹한 고문을 받으면서 로마 가톨릭교회를 배교하게 된다.
최창현은 의금부에서 진행된 재판에서 자신이 로마 가톨릭교회의 수장임을 명시하면서 배교 결정을 번복했고 천주와 예수 그리스도를 위해 순교하겠다는 의사를 밝혔다. 결국 최창현은 1801년 4월 8일에 동료 로마 가톨릭교회 신자들과 함께 한성부 서소문 밖으로 끌려가서 참수형을 당하면서 순교하게 된다.

## 참고 문헌
- 《가톨릭평화신문》 - 〈하느님의 종 125위 열전 (1) 최창현〉